# アフマト・カディロフ名称第141特殊自動車化連隊
ロシア連邦英雄アフマド・ハジ・カディロフ名称第141特殊自動車化連隊（ロシアれんぽうえいゆうアフマド・ハジ・カディロフめいしょうだい141とくしゅじどうしゃかれんたい、ロシア語: 141-й специальный моторизованный полк имени Героя Российской Федерации Ахмата-Хаджи Кадырова）は、第46独立作戦任務旅団の連隊の1つ。
チェチェン共和国のセーヴェル大隊を母体として徴兵された者で増員され、カディロフツィ系列の部隊の中でも最大の規模を有する。